# Zibet

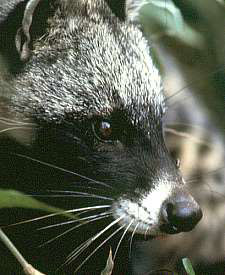
Afrikanische Zibetkatze

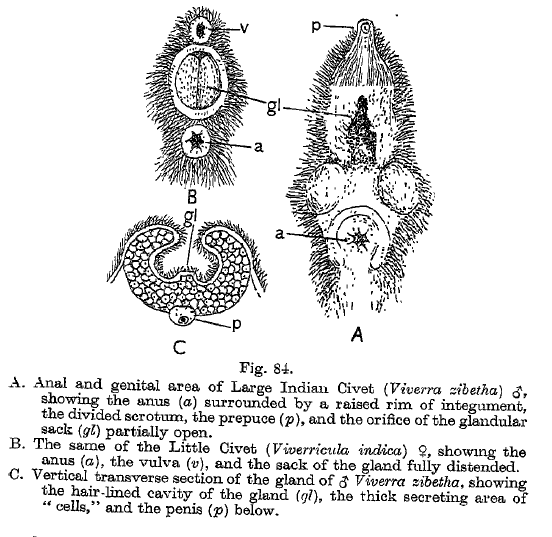
Sitz der Perianaldrüsen bei männlichen und weiblichen Zibetkatzen

Der Zibet (im 16. Jahrhundert über italienisch zibetto, „Zibet, Zibetkatze“, von mittellateinisch zibethum, „Zibetkatze, Sekret der Zibetkatze“, von arabisch zabād „Schaum“) ist ein stark und im natürlichen Zustand äußerst unangenehm faulig riechendes, öliges, dickflüssiges Sekret aus den walnussgroßen, paarigen Drüsensäcken, Perianaldrüsen unterhalb des Afters verschiedener Zibetkatzen.
Bei den männlichen Tieren liegen sie zwischen Hoden und Penis. Die weiblichen Tiere haben auch eine solche Drüse, diese wird hier aber dauernd entleert, verdünnt durch das Urinieren, darum eignen sich Weibchen weniger zur Gewinnung des Zibets. Der Zibet dient den nachtaktiven Schleichkatzen zur Markierung ihres Reviers. Die männlichen Tiere produzieren viel mehr Zibet und auch einen von besserer Qualität, auch ist ihre Sterblichkeitsrate in Gefangenschaft niedriger.
Die Gewinnung erfolgt bei den, sehr oft in grausamer Käfighaltung gehaltenen, gefangenen Tieren durch Kürettage (Auskratzen mit einem speziellen Holzlöffel) der Drüsensäcke, und manchmal anschließender Füllung der geleerten Drüsen mit ranziger Butter mit etwas Zibet. Früher überlebten die Tiere vielfach die erste Entnahme nicht oder starben schnell. Zur Steigerung der Ausbeute werden die abgedunkelten Gehege auf etwa 45 °C aufgeheizt. Heutzutage gibt es auch modernere Farmen, die besser ausgestattet sind und etwas tiergerechter arbeiten.
Es kann etwa 8–10 Gramm oder mehr pro Tier in etwa zehn Tagen erhalten werden. Zibet ist eine honigartige, schaumig-weiche, gelbliche und salbenartige Masse, die dann nachdunkelt. Er kann auch durch Einsammeln von den Bäumen, wo die Tiere ihn absetzen, gewonnen werden. Kommerziell wird Zibet hauptsächlich in Äthiopien, von der Afrikanischen Zibetkatze, gewonnen. Er wird aber auch in geringen Mengen von Asiatischen Zibetkatzen gewonnen. Der gewonnene Zibet wird dann in Büchsen oder in Afrika auch in Ochsen- oder Büffelhörnern gelagert. Der Zibet wird in drei verschiedenen Qualitäten gehandelt.
Nach entsprechender Verdünnung entfaltet der stinkende Zibet einen angenehm moschusartig, ledrig wohlriechenden Duft, der sehr gern zur Parfümherstellung verwendet wird. Besonders in Kombination mit Moschus, Bibergeil und Amber kommt er richtig zur Geltung und prägt insbesondere schwere orientalische Duftnoten. Der Zibet ist in der Parfümerie auch ein sehr gutes Fixierungsmittel. In Kosmetikprodukten wird Zibet in der Liste der Inhaltsstoffe als VIVERRA CIVETTA (INCI) aufgeführt.  
Heute werden zur Gewinnung dieses Rohstoffs fast nur noch künstlich hergestellte Ersatzduftstoffe verwendet. Der natürliche Zibet besteht zu mehr als der Hälfte aus Fett und enthält unter anderem Zibeton (3–5 %), Indol in Spuren, Skatol (0,1 %), Dimethylindol und Buttersäure.
Zibet kann auch für verschiedene medizinische Anwendungen verwendet werden.